# 한국관세무역개발원
한국관세무역개발원[Korea Customs and Trade Development Institute, KCTDI]은 관세행정에 대한 지원과 현장중심의 관세정책 개발을 위해 설립된 사단법인이다. 서울특별시 강서구 마곡중앙5로 22 7층에 위치하고 있다.

## 연혁
- 1964년 5월 4일 사단법인 한국관세협회로 등록
- 1981년 3월 8일 사단법인 관우회로 명칭 변경
- 1981년 9월 10일 부설 한국관세연구소 설치
- 1982년 3월 13일 산하에 협동통운 주식회사 설립
- 2000년 10월 31일 연구소를 한국관세무역연구원으로 확대 개편
- 2006년 1월 14일 사단법인 한국관세무역개발원으로 출

## 같이 보기
- 관세청